# Cámbrico
| Era Eratema | Período Sistema | Período Sistema | Inicio (millones años) |
| ----------- | --------------- | --------------- | ---------------------- |
| Paleozoico  | Pérmico         | Pérmico         | 298,9±0,15             |
| Paleozoico  | Carbonífero     | Pensilvánico    | 323,4±0,4              |
| Paleozoico  | Carbonífero     | Misisípico      | 358,86±0,19            |
| Paleozoico  | Devónico        | Devónico        | 419,62±1,36            |
| Paleozoico  | Silúrico        | Silúrico        | 443,1±0,9              |
| Paleozoico  | Ordovícico      | Ordovícico      | 486,8±1,5              |
| Paleozoico  | Cámbrico        | Cámbrico        | 538,8±0,6              |

El Cámbrico es el primer sistema y período del Paleozoico en la escala temporal geológica. Sucede al Ediacárico (último periodo del Neoproterozoico) y antecede al Ordovícico. Duró unos 52 millones de años, comenzando hace unos 539 millones de años y terminando hace unos 487 millones de años. Debe su nombre a la denominación Cambria, que es la forma latinizada de Cymru, término con el que los galeses se refieren a su país, Gales, lugar donde el geólogo inglés Adam Sedgwick identificó este sistema en 1831. En la literatura científica también puede encontrarse como Cambriano, término hoy obsoleto. Durante este periodo existieron cuatro grandes paleocontinentes: Laurentia, Báltica, Siberia y Gondwana, y una serie de terrenos distribuidos en la periferia de estos.
Las comunidades más diversas estaban confinadas a las plataformas marinas someras de los márgenes de los paleocontinentes de las latitudes ecuatoriales/subecuatoriales.
Durante el Cámbrico ocurrieron una serie de eventos biológicos significativos: 
- 1) Reemplazo/extinción de la Fauna de Ediacara: existen varias propuestas a los mecanismos de reemplazo/extinción de ésta fauna durante la transición Precambrico-cámbrica.
- 2) Explosión Cámbrica: caracterizada por la aparición repentina en el registro fósil de la mayoría de los filos animales conocidos (excepto Bryozoa)

## Subdivisiones
| Era Eratema | Periodo Sistema | Época Serie                  | Edad Piso                    | Inicio, en millones de años |
| ----------- | --------------- | ---------------------------- | ---------------------------- | --------------------------- |
| Paleozoico  | Pérmico         | Pérmico                      | Pérmico                      | 298,9±0,15                  |
| Paleozoico  | Carbonífero     | Carbonífero                  | Carbonífero                  | 358,86±0,19                 |
| Paleozoico  | Devónico        | Devónico                     | Devónico                     | 419,62±1,36                 |
| Paleozoico  | Silúrico        | Silúrico                     | Silúrico                     | 443,1±0,9                   |
| Paleozoico  | Ordovícico      | Ordovícico                   | Ordovícico                   | 486,8 ±1,5                  |
| Paleozoico  | Cámbrico        | Furongiense Furongiano       | Piso/Edad 10                 | 491,0                       |
| Paleozoico  | Cámbrico        | Furongiense Furongiano       | Jiangshaniense Jiangshaniano | 494,2                       |
| Paleozoico  | Cámbrico        | Furongiense Furongiano       | Paibiense Paibiano           | ~497                        |
| Paleozoico  | Cámbrico        | Miaolingiense Miaolingiano   | Guzhangiense Guzhangiano     | ~500,5                      |
| Paleozoico  | Cámbrico        | Miaolingiense Miaolingiano   | Drumiense Drumiano           | ~504,5                      |
| Paleozoico  | Cámbrico        | Miaolingiense Miaolingiano   | Wuliuense Wuliuano           | ~506,5                      |
| Paleozoico  | Cámbrico        | Serie/Época 2                | Piso/Edad 4                  | 514,5                       |
| Paleozoico  | Cámbrico        | Serie/Época 2                | Piso/Edad 3                  | ~521                        |
| Paleozoico  | Cámbrico        | Terreneuviense Terreneuviano | Piso/Edad 2                  | ~529                        |
| Paleozoico  | Cámbrico        | Terreneuviense Terreneuviano | Fortuniense Fortuniano       | 538,8±0,6                   |

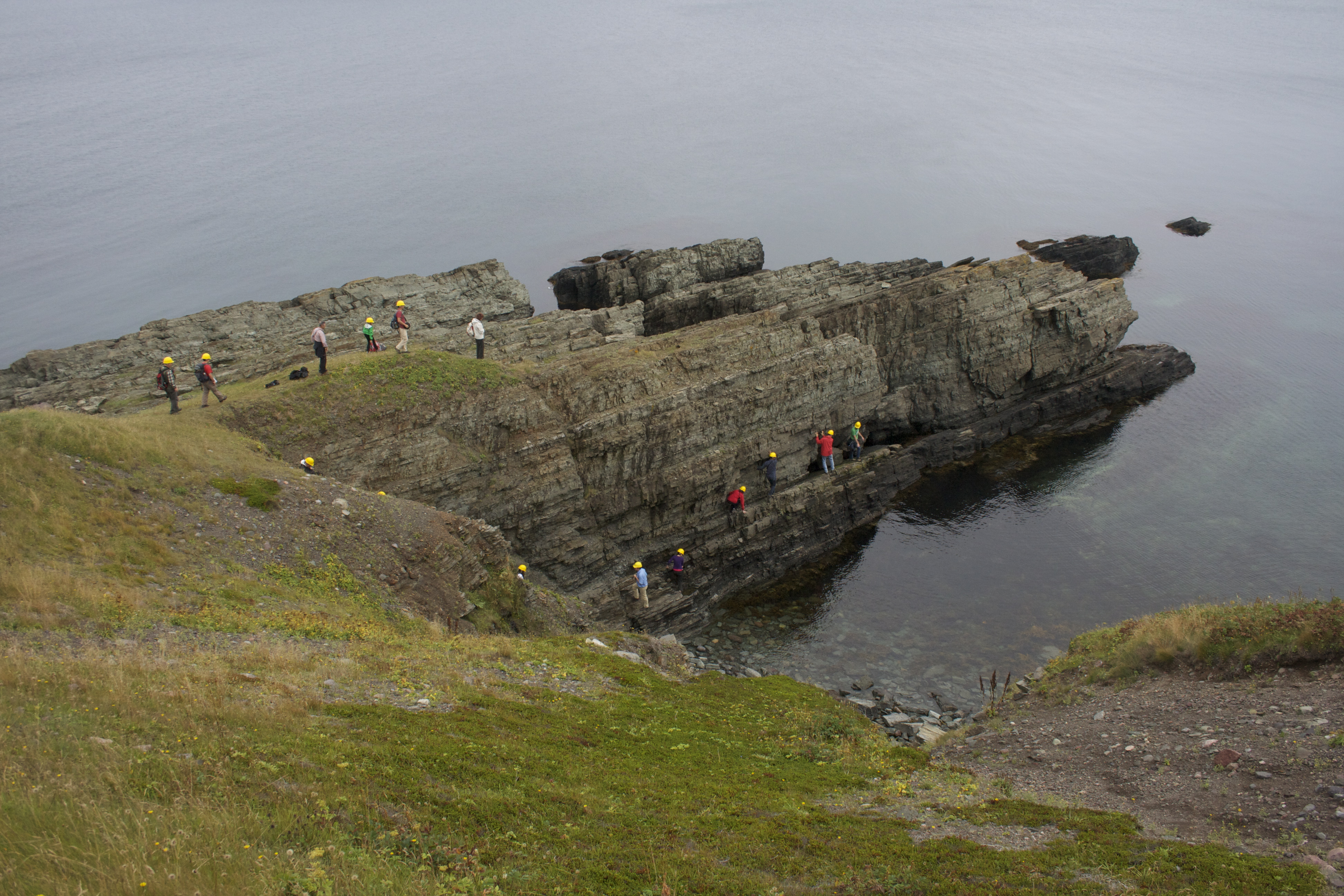
Estratotipo de la base (GSSP) del Fortuniense, y por tanto del Cámbrico, en Fortune Head (Terranova, Canadá.)

La Comisión Internacional de Estratigrafía (ICS) reconoce cuatro épocas/series y diez edades/pisos del Cámbrico.

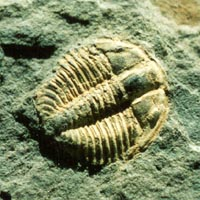
Holyoakia simpsoni (trilobites).

## Paleogeografía
Durante el Cámbrico existieron cuatro grandes paleocontinentes. El más grande, Gondwana (actualmente fragmentado en Sudamérica, África, India, Australia, Antártida oriental), estuvo ubicado y orientado de forma que la región del actual norte de África era la más cercana al polo sur. Este supercontinente terminó de ensamblarse durante el Cámbrico Medio  El resto de los paleocontinentes, de menor tamaño, Laurentia (actual América del Norte), Siberia (Rusia oriental) y Báltica (Norte de Europa), estuvieron ubicados a latidudes ecuatoriales/subecuatoriales. El océano Panthalassa cubrió la mayor parte del planeta, una serie de océanos menores se ubicó entre los paleocontinentes, Océano Proto-Tetis (entre Gondwana y los continentes del norte), el Océano Iapetus (ente Laurentia y Báltica) y el Océano Khanty (entre Siberia y Báltica). Se cree que los climas del Cámbrico fueron significativamente más cálidos que los de épocas pasadas. No hay evidencia de la existencia de casquetes polares en los polos. 
- Cámbrico Inferior: Gondwana y varias masas terrestres menores ocupaban las zonas ecuatoriales (reflejado en extensos depósitos de calizas en los abundantes mares epicontinentales tropicales). La Orogenia Cadomiense condujo a períodos de emersión en el inicio del Cámbrico. Hubo un ciclo transgresivo en general interrumpido por dos pulsos regresivos (en el límite Cámbrico Inferior-Cámbrico Medio y Cámbrico Medio-Cámbrico Superior respectivamente).
- Cámbrico Superior: Gran parte de Gondwana, que durante el Cámbrico Inferior ocupaba posiciones más ecuatoriales, se habían desplazado hacia latitudes más frías. Grandes masas continentales como Laurentia, Siberia y Australia ocupaban posiciones ecuatoriales.

## Paleobiología

### Arrecifes cámbricos

#### Cámbrico Inferior (Fortuniense-Piso 3)
A inicios del Cámbrico los arqueociatos (Archaeocyatha), una clase extinta de esponjas, fueron de los primeros metazoos constructores de arrecifes junto con construcciones carbonáticas de origen microbial (asociaciones Estromatolito-Trombolita, microbios calcificados).

#### Post-Cámbrico Inferior (Piso 3-Piso 10)
La extinción de los arqueociatos a fines del Cámbrico Inferior provocó que a partir de este momento las comunidades arrecifales estuvieron dominadas casi exclusivamente por construcciones de origen microbiano.  Las demoesponjas espiculadas rígidas comenzaron a formar arrecifes recién en el Cámbrico Superior, sin embargo, estos nuevos arrecifes no alcanzaron niveles de complejidad similares a los de sus contrapartes del Cámbrico Inferior recién hasta el Ordovícico Medio.

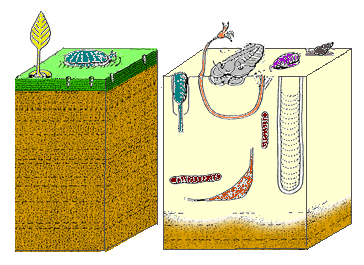
Cambios en la relación de la fauna con el sustrato durante el Cámbrico (derecha).

Cambios en la bioturbación de los sedimentos se asocian a la adquisición de nuevas estrategias de alimentación, así como el aumento de la capacidad de excavar y remover los sedimentos. Esto llevó a una reducción drástica de tapetes microbianos, incapaces de competir con los metazoos. Sin embargo, resulta difícil determinar si los cambios fueron drásticos o graduales; si bien la falta de registro podría señalar un cambio drástico, el Cámbrico inferior de la Zona Centroibérica (que antiguamente se consideraba azoico) muestra signos más graduales. 
En los niveles más inferiores del Cámbrico (Nemakit-Daldyniense-Tommotiense, 543-530 millones de años), aparecen numerosos elementos esqueléticos de pequeño tamaño, denominados small shelly fossils («fósiles de conchas pequeños»), que morfológicamente se han relacionado con lofotrocozoos pero que no pertenecen a este grupo de manera específica; muchos de ellos se parecen a moluscos, otros a braquiópodos, algunos a cnidarios, etc. Es un grupo bastante diverso, pero sin duda, hay organismos bilaterales entre ellos. Encontramos además gran parte de los filos de animales actuales (espículas de esponjas, restos de primitivos moluscos, así como los primeros representantes de los trilobites). Este grupo radió hasta convertirse en los organismos por excelencia del Paleozoico. También datan de esta época distintos taxones de equinodermos extintos: Edrioasteroidea, Helicoplacoidea, Eocrinoidea, Homalozoa, Homostelea, Ctenocystoidea, Homoiostelea, Stylophora. 
Una revolución del Cámbrico fue sin duda la aparición de esqueletos, quizás motivada por los cambios en la química de los océanos (los continentes estaban en posición ecuatorial, con climas muy cálidos y fácil precipitación de carbonatos, por lo que el gasto metabólico era menor). También la aparición de nuevos predadores fue importante, pues se necesitaban estructuras que facilitaran la locomoción y protegieran los tejidos blandos. Así pues aparecieron los primeros exoesqueletos (elementos múltiples) similares a los aplacóforos (entre 18 y 6000 metros de profundidad y cubiertos con espículas calcáreas) y poliplacóforos (placas imbricadas). Estos elementos se dispersaban con la muerte de los organismos, y daban lugar a la acumulación de elementos sueltos que pasaban a formar parte de los sedimentos.

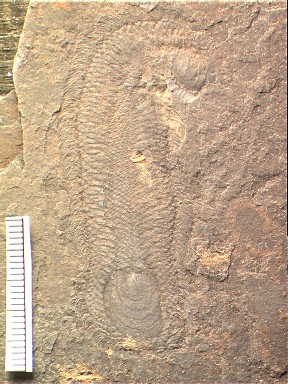
Halkeria evangelista (Molusco).

En esta línea, uno de los animales más célebres es Halkieria, descubierto en Groenlandia, que parece tener pie muscular y escleritos, además de dos valvas (anterior y posterior), con lo que se podía pensar que era un antepasado de los braquiópodos. Estos caracteres mezclados de moluscos, anélidos y braquiópodos lo convierten en un fósil problemático a la hora de ubicarlo en la filogenia. Lo que sí parece ser es que los primeros esqueletos, antes de construir conchas sólidas, estuvieron formados por pequeños elementos calcáreos. 
Se acepta de manera general que no existían plantas en esta época aunque la datación molecular sugiere que las plantas terrestres más simples aparecieron pronto, en el Precámbrico, hace unos 700 millones de años, y los hongos hace 1000 millones de años, también en el Precámbrico. Es posible que un manto comprendiendo hongos, algas y líquenes ya cubriera ciertas zonas de la Tierra.

### Biodiversidad post-Ediacárica
Tras el Ediacárico, último periodo del Precámbrico, se produjo una diversificación muy rápida de animales marinos con esqueletos duros (conchas o exoesqueletos), que incluyen:
- Arqueociátidos (suspensívoros): Formas cónicas con doble pared que yacían adheridas al sustrato. Se incluyen en Porifera y formaban parte de los primeros arrecifes orgánicos importantes en los que generalmente, el constituyente principal del armazón eran los estromatolitos y algas calcáreas. Se extinguen en el límite Cámbrico inferior-medio.
- Braquiópodos (suspensívoros): Primero inarticulados y ya en el Cámbrico medio primeros articulados.
- Conodontos: Dientes cónicos de naturaleza fosfática pertenecientes a cordados.
- Equinodermos: También están representados por una gran variedad de clases pero ninguna de ellas se parece a los actuales.
- Moluscos (detritívoros, pacedores y predadores): Muy comunes aunque todavía pequeños y distintos de los actuales, de forma que los moluscos avanzados son poco aparentes o están ausentes. Son los precursores de las clases actuales.
- Ostrácodos: Grupo de artrópodos bivalvos que viven en la actualidad.
- Trilobites (detritívoros y predadores): Gran radiación adaptativa. La mayoría de las familias paleozoicas aparecieron en el Cámbrico.

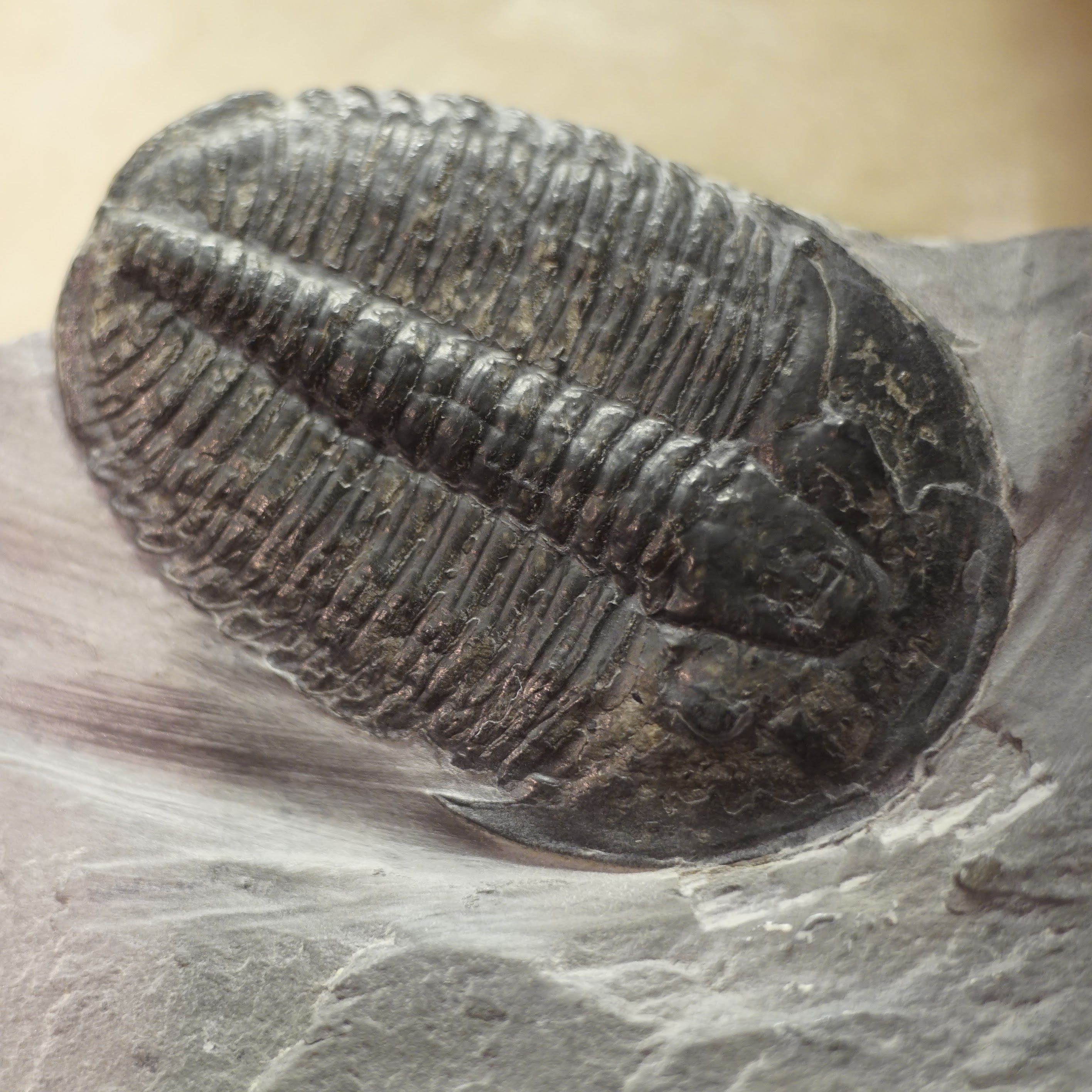
Elrathia kingii (Trilobites)
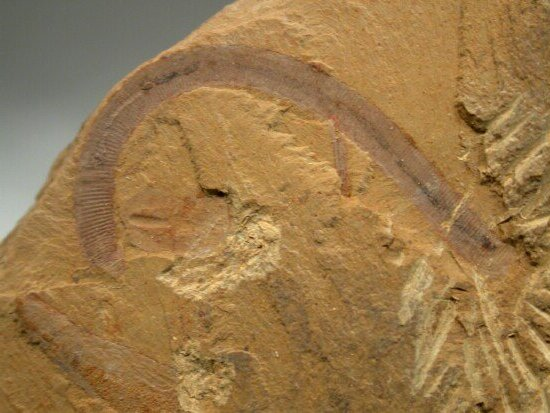
Maotianshania cylindrica (Nematomorfo)
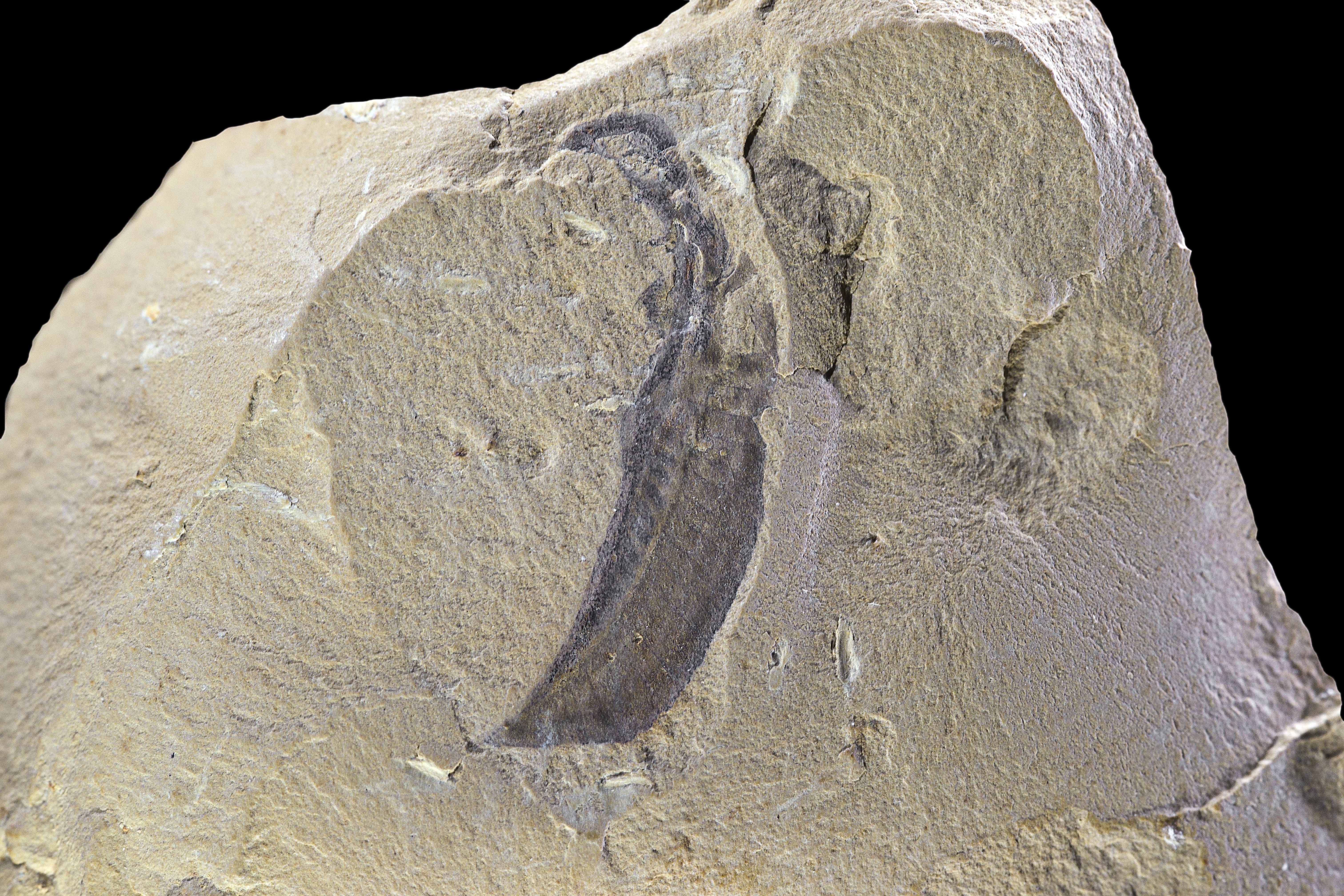
Haikouella (Agnato)
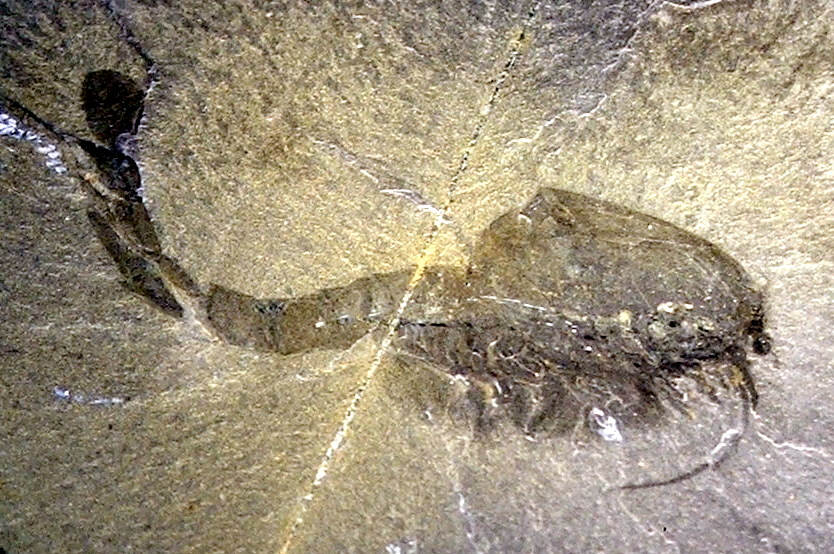
Waptia (Mandibulado)
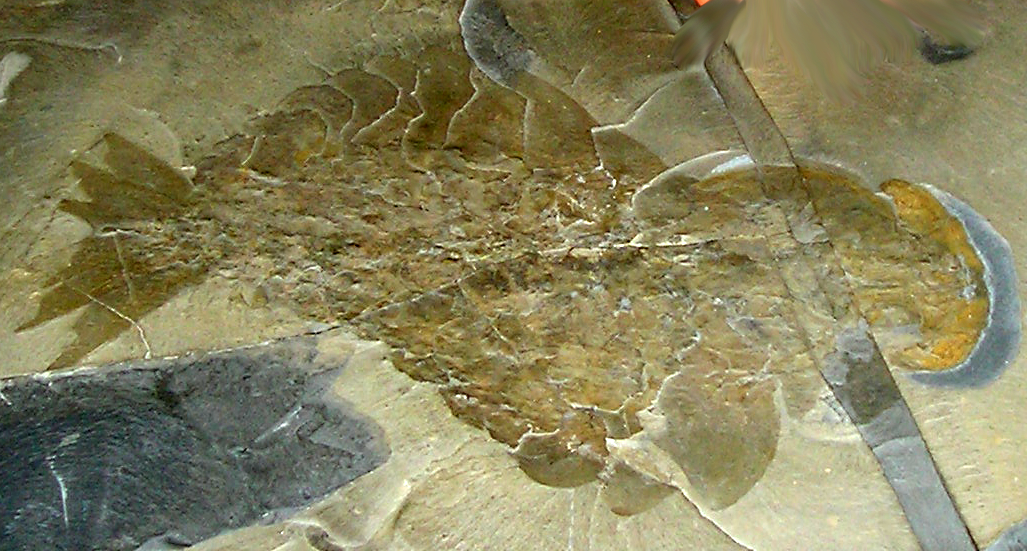
Anomalocaris (Dinocarídido)

Las faunas de cuerpo blando encontradas en el importante yacimiento del Cámbrico medio en Burgess Shale, en la Columbia Británica (Montañas Rocosas) incluyen:
- Artrópodos
- Primeros cordados
- Esponjas
- Distintos tipos de gusanos
- Grupos problemáticos incluidos elementos de la Fauna de Ediacara

Otros fósiles de la época son Hallucigenia, Wiwaxia, Pikaia (representante de los primeros cordados), Odontogriphus y restos de Priapulida. En febrero de 2011 la revista Nature publicó la descripción de Diania cactiformis, un fósil del Cámbrico Inferior de gran interés porque presenta apéndices con exoesqueleto articulado, lo que podría indicar que se trata de una especie precursora de los artrópodos.

### Cadenas tróficas del Cámbrico
Los productores primarios eran algas y tapetes microbianos en los medios bentónicos, fitoplancton dominado por los acritarcos y zooplancton constituido por formas similares a los actuales braquiópodos. El siguiente nivel estaría constituido por todos los grupos de pacedores, detritívoros y suspensívoros vistos anteriormente.
El nivel superior constituido por predadores incluiría:
- Gusanos priapúlidos, poliquetos y artrópodos representados en Burgess Shale y equipados con pinzas o mandíbulas especializadas para matar y/o masticar.
- Algunos trilobites que tenían pequeñas estructuras mandibulares.
- Nautiloidea (cefalópodos de 2 a 6 centímetros, en el Cámbrico Superior de China).

La aparición de los primeros predadores de metazoos marcó un cambio en la estructura del ecosistema. Los carnívoros pudieron ser los responsables de la aparición de los esqueletos como respuesta de defensa. Asimismo pudieron reducir la posibilidad de que las impresiones de las partes blandas fueran preservadas lo que explicaría la escasez de fósiles corporales en los sedimentos del Fanerozoico. 

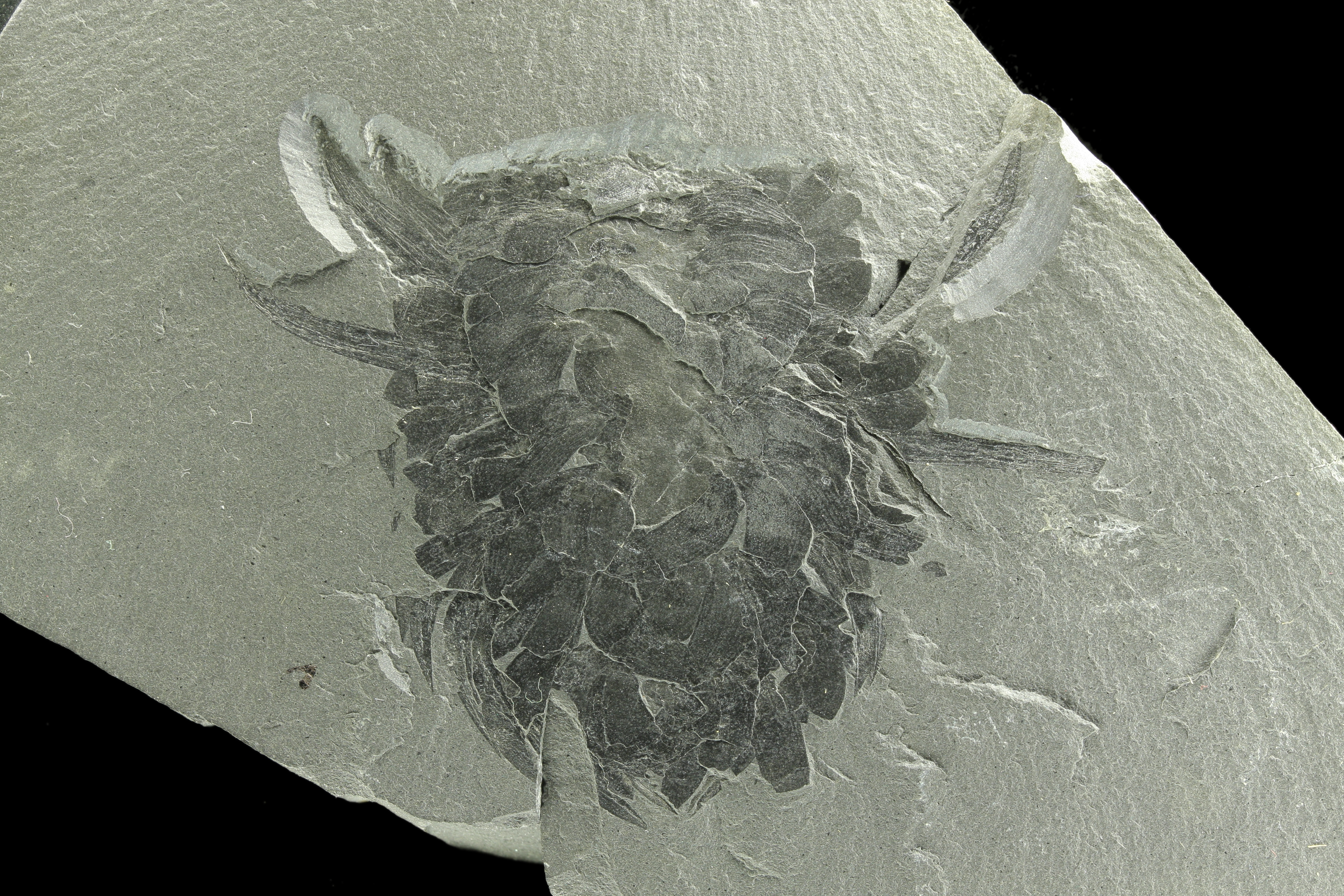
Wiwaxia corrugata (¿Molusco?)
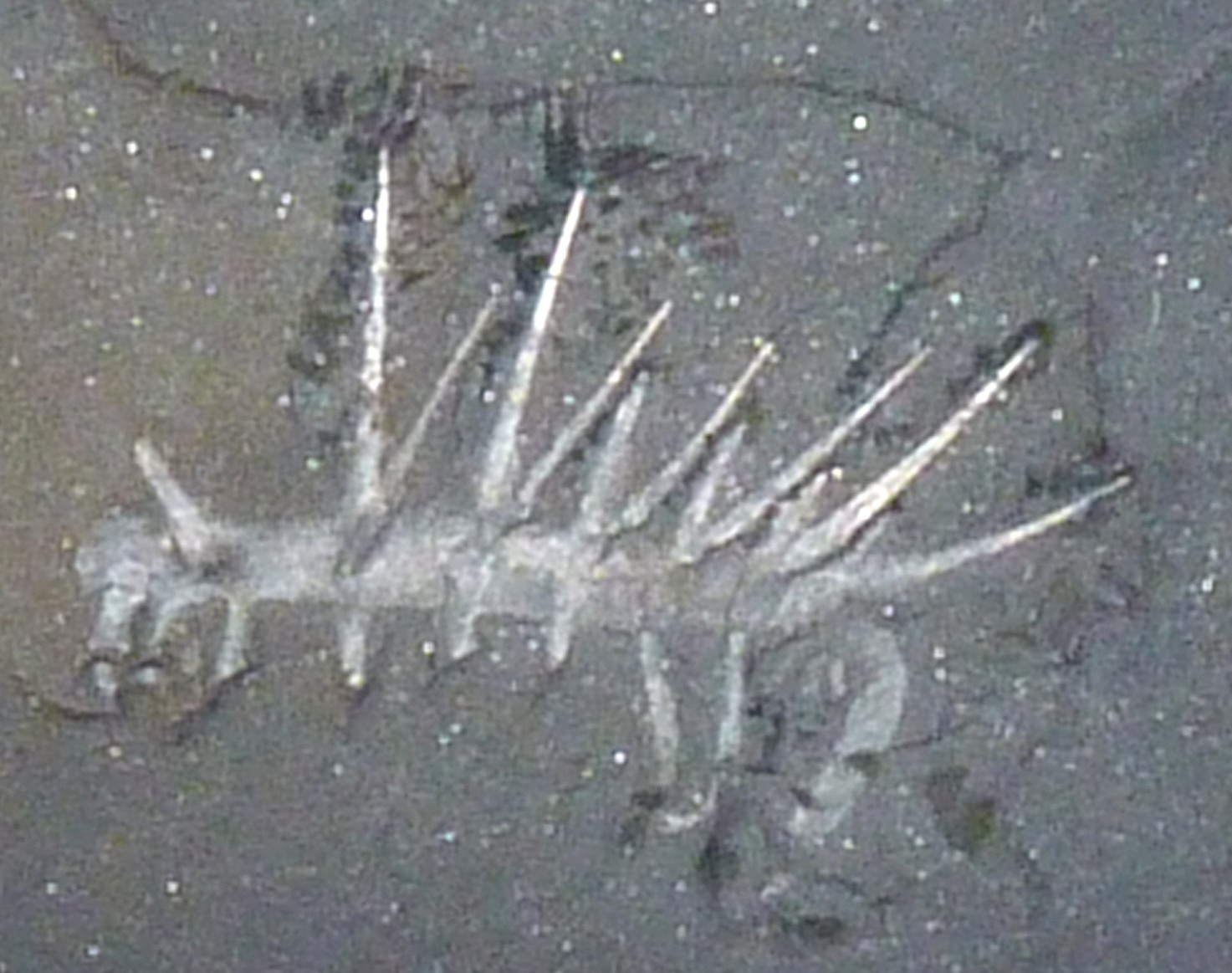
Hallucigenia (Lobópodo)
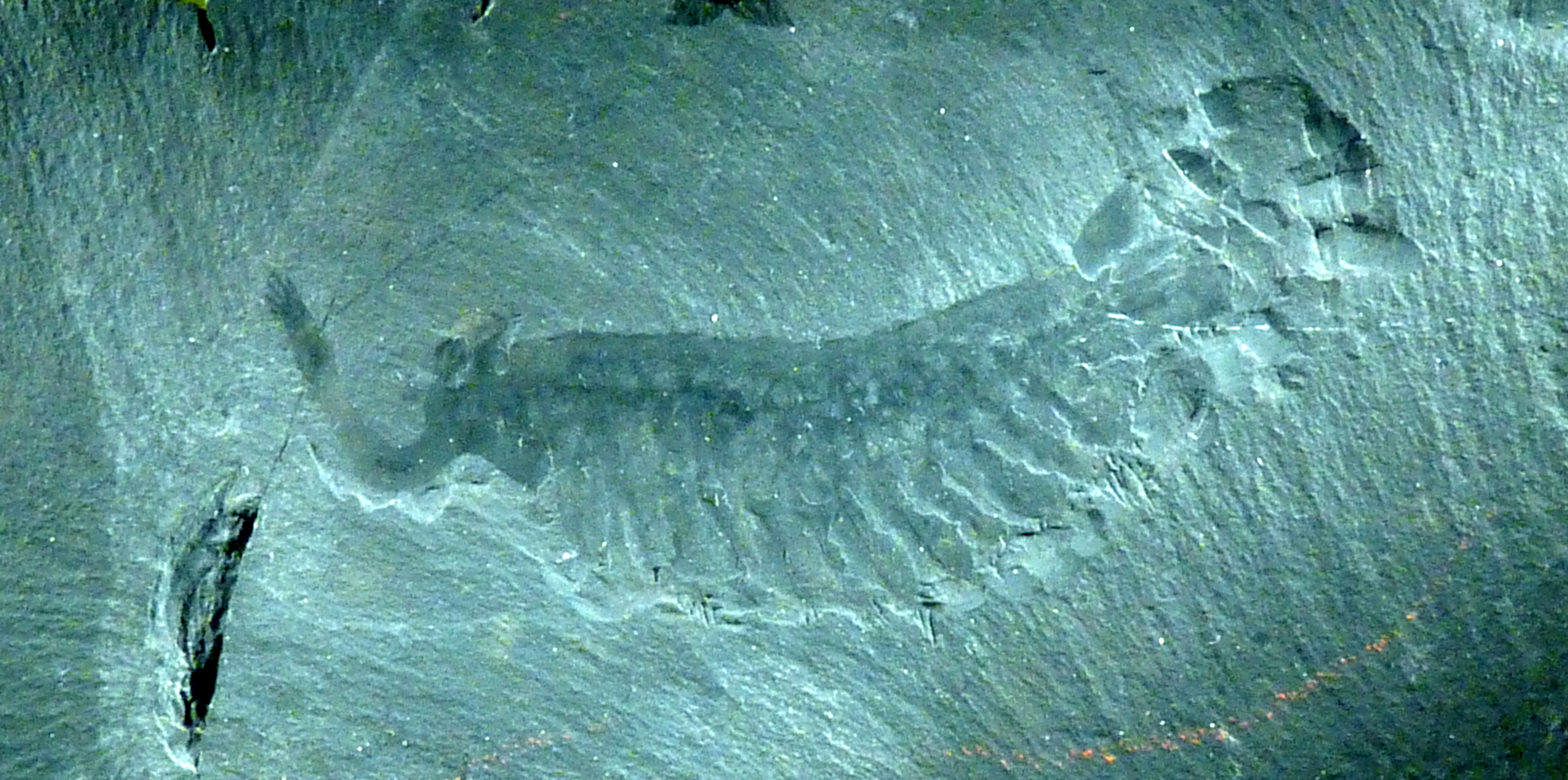
Opabinia (Dinocarídido)
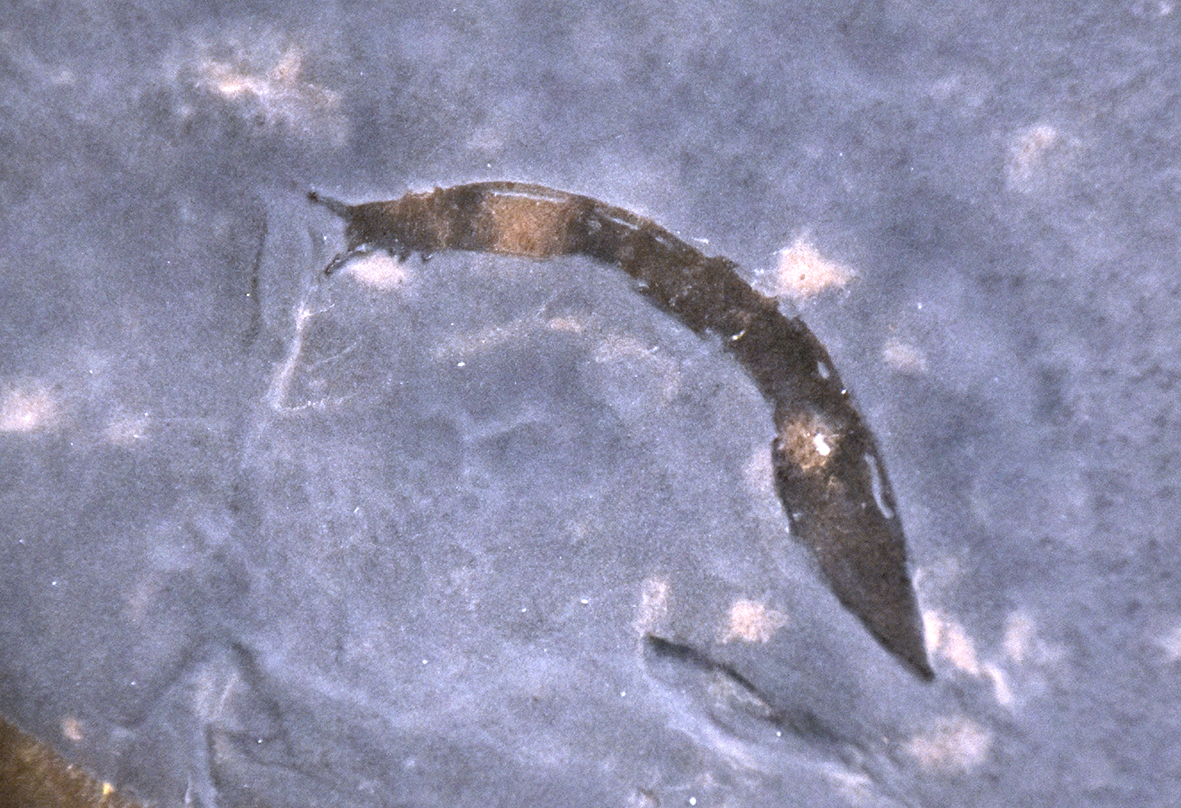
Pikaia (Cordado)

### Experimentación biológica
Los animales del Cámbrico incluyen extraños grupos, clasificados como clases o filos, representados tan solo por unos pocos géneros. 
- Archaeocyatha y Trilobita ya extinguidos.
- Echinodermata. En el Cámbrico incluía un gran número de extraños grupos representados por pocos géneros que sobrevivieron muy corto tiempo.
- Mollusca.

En general en el Cámbrico, se intentó muchos modelos de vida, pero solo unos pocos sobrevivieron a la depredación o competencia de otras formas presentes. Al Cámbrico se le considera un período de experimentación en el que se ensayaron muchas morfologías, de las cuales tan sólo unas pocas han tenido un gran éxito evolutivo.

## Extinciones del Cámbrico
- Límite Cámbrico Inferior-Medio: Se produjo una extinción en masa que acabó con los arqueociatos, y afectó a las poblaciones de trilobites y acritarcos. Se cree que fue debido a regresión, un enfriamiento global y al vulcanismo.
- Final del Cámbrico: Los trilobites volvieron a sufrir un duro golpe, al parecer debido a un enfriamiento general que se refleja por una menor abundancia de depósitos de calizas.